# Stade HaMoshava
Stade HaMoshava (en hébreu : אצטדיון המושבה), est un stade de football, situé à Petah Tikva en Israël. Le stade est utilisé par les clubs de l'Hapoël Petah-Tikva et du Maccabi Petah-Tikva. Cet équipement d'une capacité de 11 500 places remplace l'ancien stade HaUrva. Le stade HaMoshava est l'un des stades hôtes de l'Euro espoirs 2013.

## Histoire
La première pierre du stade HaMoshava est posée en octobre 2007. Les architectes GAB Architects de Jérusalem ont conçu ce stade. Le stade a une capacité de 11 500 places avec une option pour la construction de 8 500 places supplémentaires pour les gradins sud et nord, totalisant 20 000 places. Le coût de la construction du stade est estimé à 200 millions de shekels, dont la plus grande partie a été financée par la municipalité, et 50 millions de shekels ont été financés par le Sports Betting Council. Le stade fait partie d'un complexe sportif qui comprend deux terrains d'entraînement, une zone de loisirs et de commerce et une salle polyvalente, parmi lesquelles le stade est utilisé pour des spectacles.
L'installation est conforme aux exigences de l'UEFA et de la FIFA pour les rencontres internationaux. Le stade est inauguré le 6 décembre 2011 en présence du maire et du président de la Fédération de football. La première rencontre officiel a eu lieu le 10 décembre lors d'une rencontre entre le Maccabi Petah-Tikva et l'Hapoël Acre. L'Hapoël Petah-Tikva dispute leur premier match le 24 décembre contre le Maccabi Haïfa.
Le 29 février 2012, la sélection israélienne dispute leur première rencontre dans ce nouveau stade lors d'un match amical contre l'Ukraine. La rencontre se solde par une défaite 3-2 des Israéliens. Le stade accueillera des matchs de la phase finale du Championnat d'Europe de football espoirs 2013.

## Nom
La désignation du stade est controversée, car certains habitants voulaient l'appeler stade Rosh HaZahav (tête d'or) ou stade Nahum-Stelmach, ancien joueur de l'Hapoël Petah-Tikva. En conséquence, les supporters du Maccabi Petah-Tikva ont proposé de le nommer stade Shmuel-Ben-Dror, ancien joueur du Maccabi, et a été le premier capitaine de la sélection israélienne. Après le refus de la ville, il est nommé HaMoshava le surnom de la ville, Em HaMoshavot (Mère des Moshavot).

## Évènements au stade

### Euro espoirs 2013
Le 28 novembre 2012, le calendrier de la compétition est dévoilé ainsi que l'attribution des différents matchs aux quatre stades retenus, le stade HaMoshava devant accueillir trois matchs de poules, les 6, 8 et 12 juin 2013, et une demi-finale, le 15 juin 2013.
| Date         | Équipe 1   | Équipe 2  | Score | Tour               | Affluence |
| ------------ | ---------- | --------- | ----- | ------------------ | --------- |
| 6 juin 2013  | Pays-Bas   | Allemagne | 3 - 2 | 1er tour, groupe B | 10 248    |
| 8 juin 2013  | Angleterre | Norvège   | 1 - 3 | 1er tour, groupe A | 6 150     |
| 12 juin 2013 | Espagne    | Pays-Bas  | 3 - 0 | 1er tour, groupe B | 10 024    |
| 15 juin 2013 | Italie     | Pays-Bas  | 1 - 0 | Demi-finale        | 10 123    |

### Autres rencontres internationales
Le 29 février 2012, l'équipe d'Israël de football affronte l'Ukraine en match amical devant 7 000 spectateurs. La rencontre, qui se termine par un score de 2-3 (Hemed 55e, Sahar 63e). Le stade accueillera des matchs de la United Supercup de 2014 (en), un tournoi amical entre deux clubs russes (CSKA Moscou, Zénith Saint-Pétersbourg) et ukrainiens (Chakhtar Donetsk, Metalist Kharkiv). Le Chakhtar Donetsk remporte le tournoi.

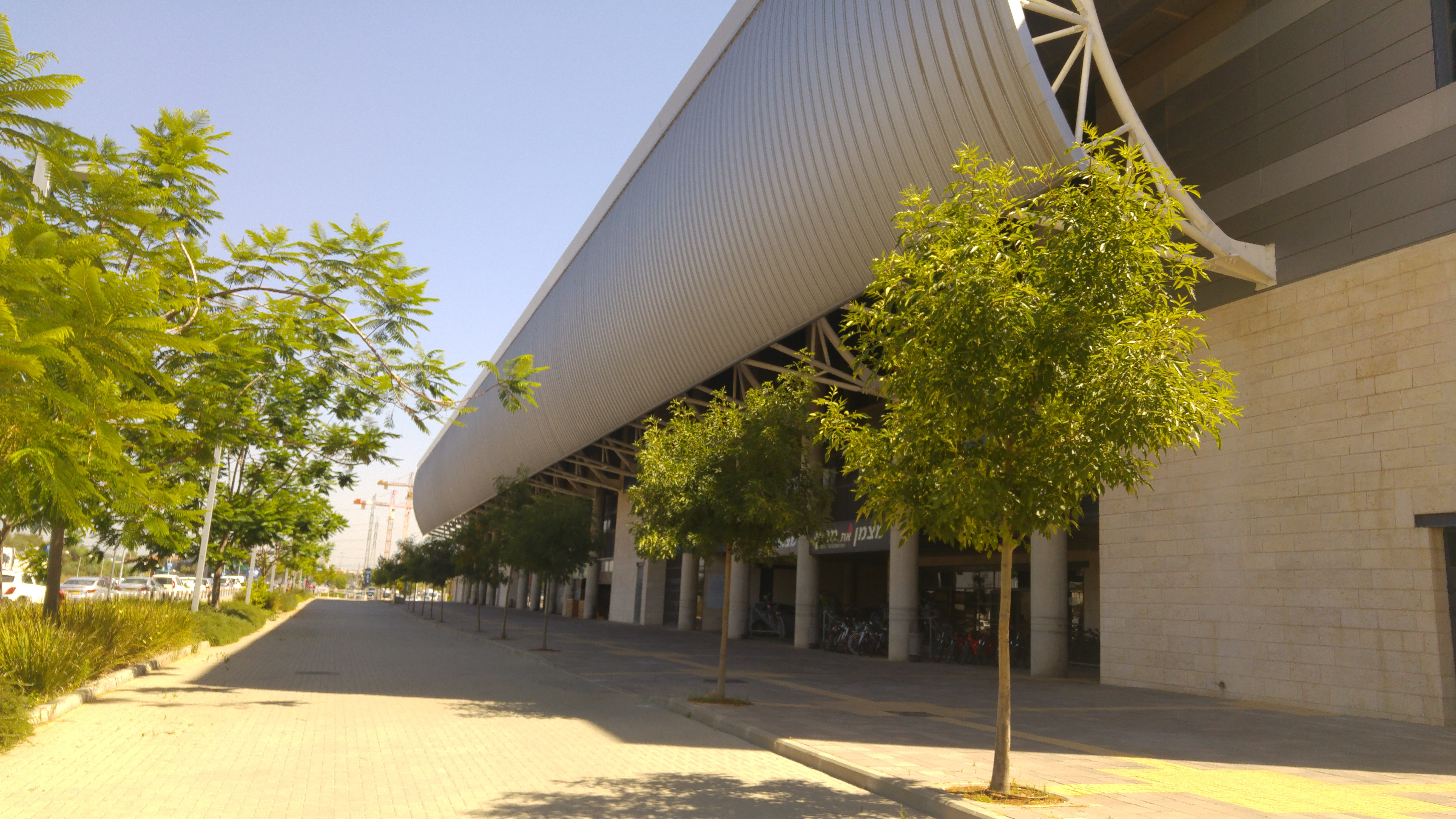
2016
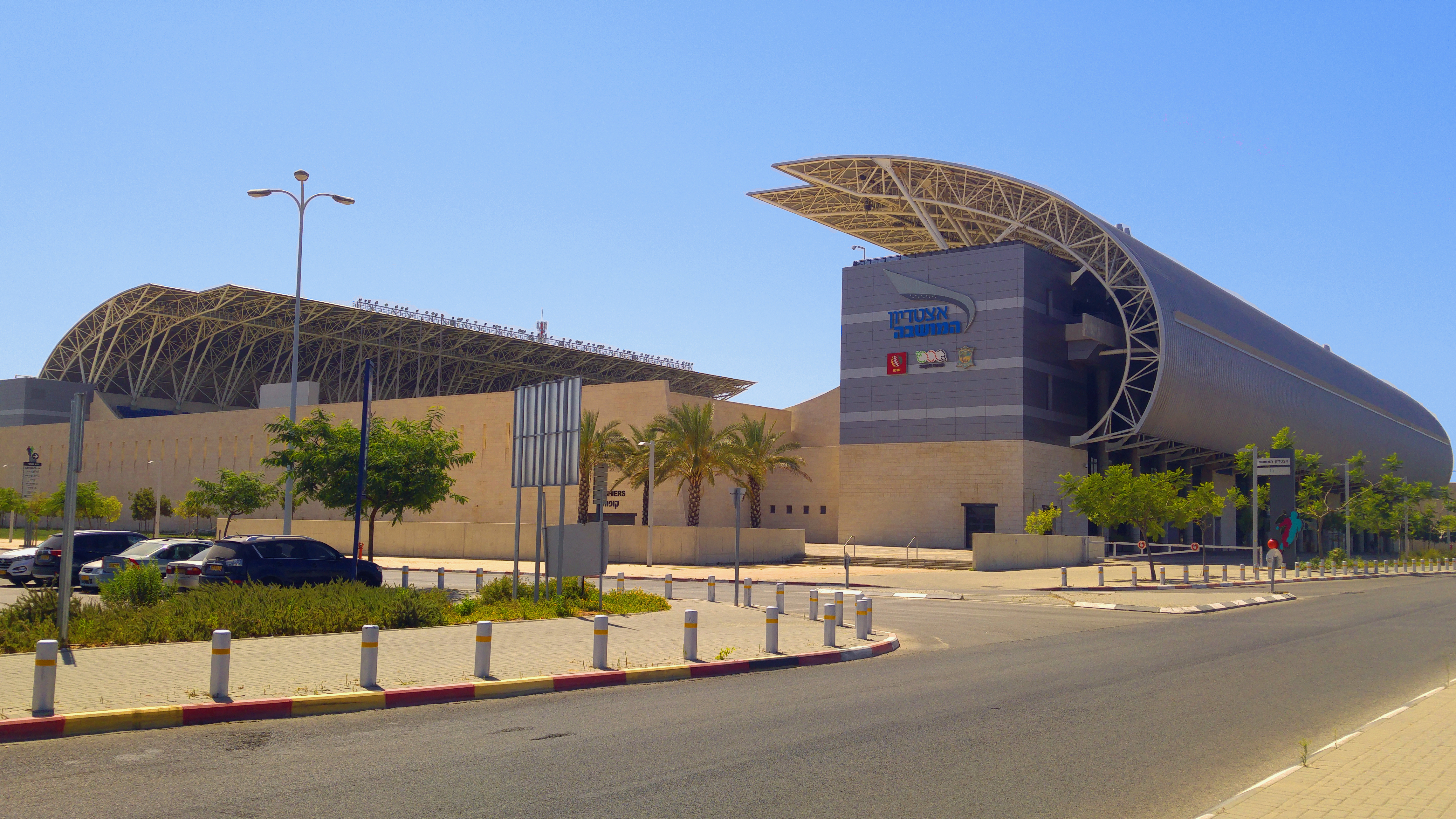
2016
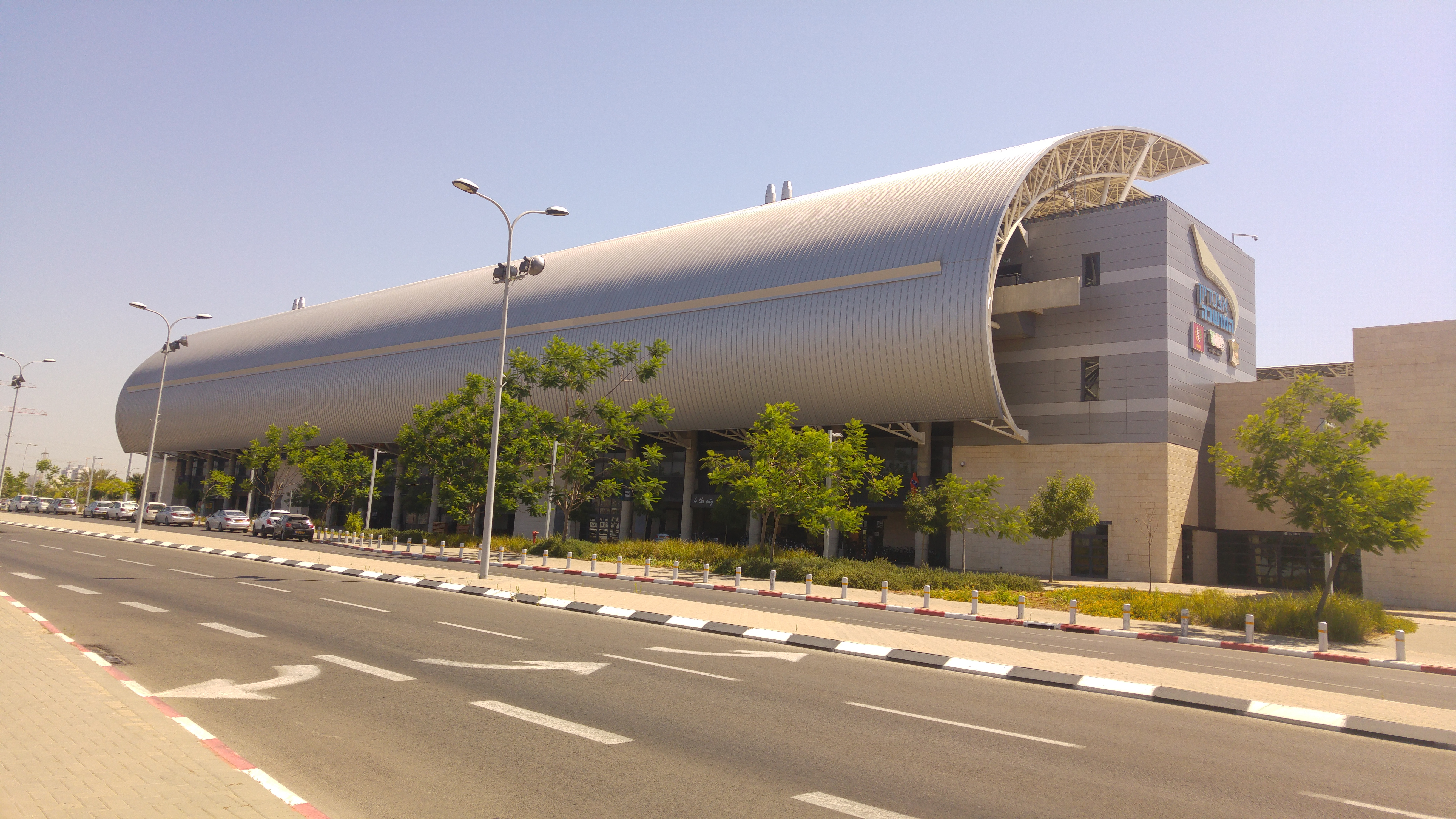
2016
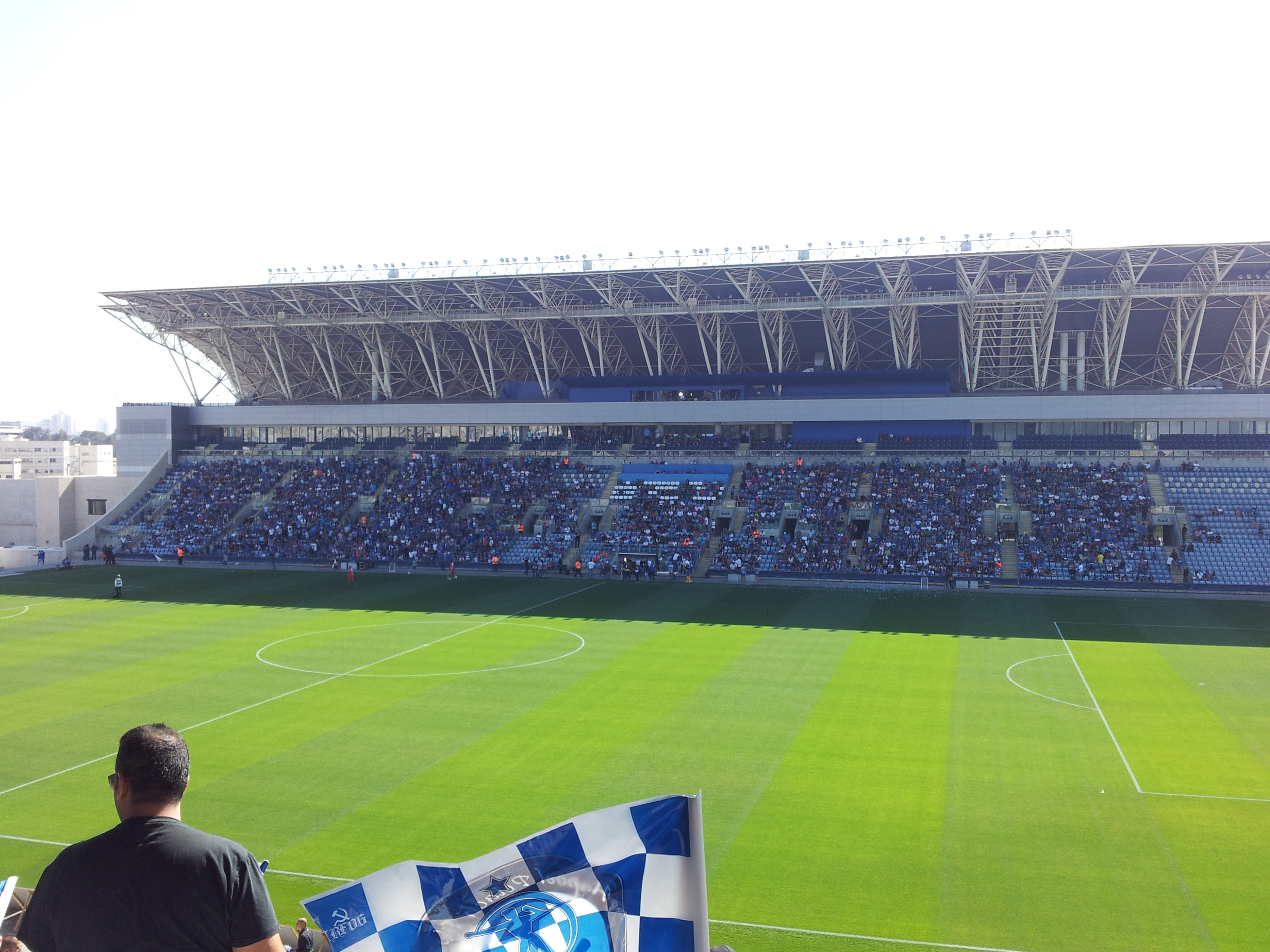
2014
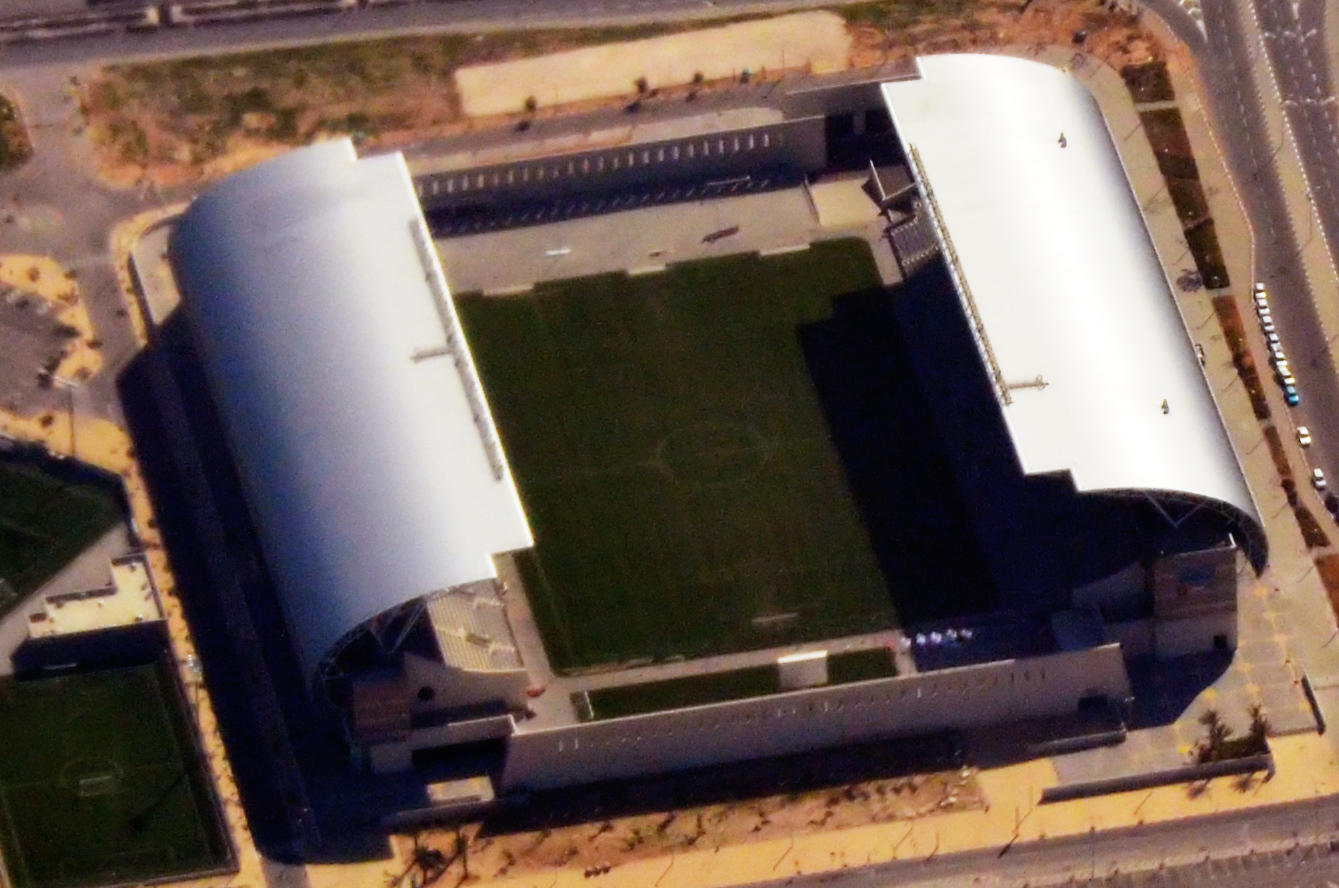
2014
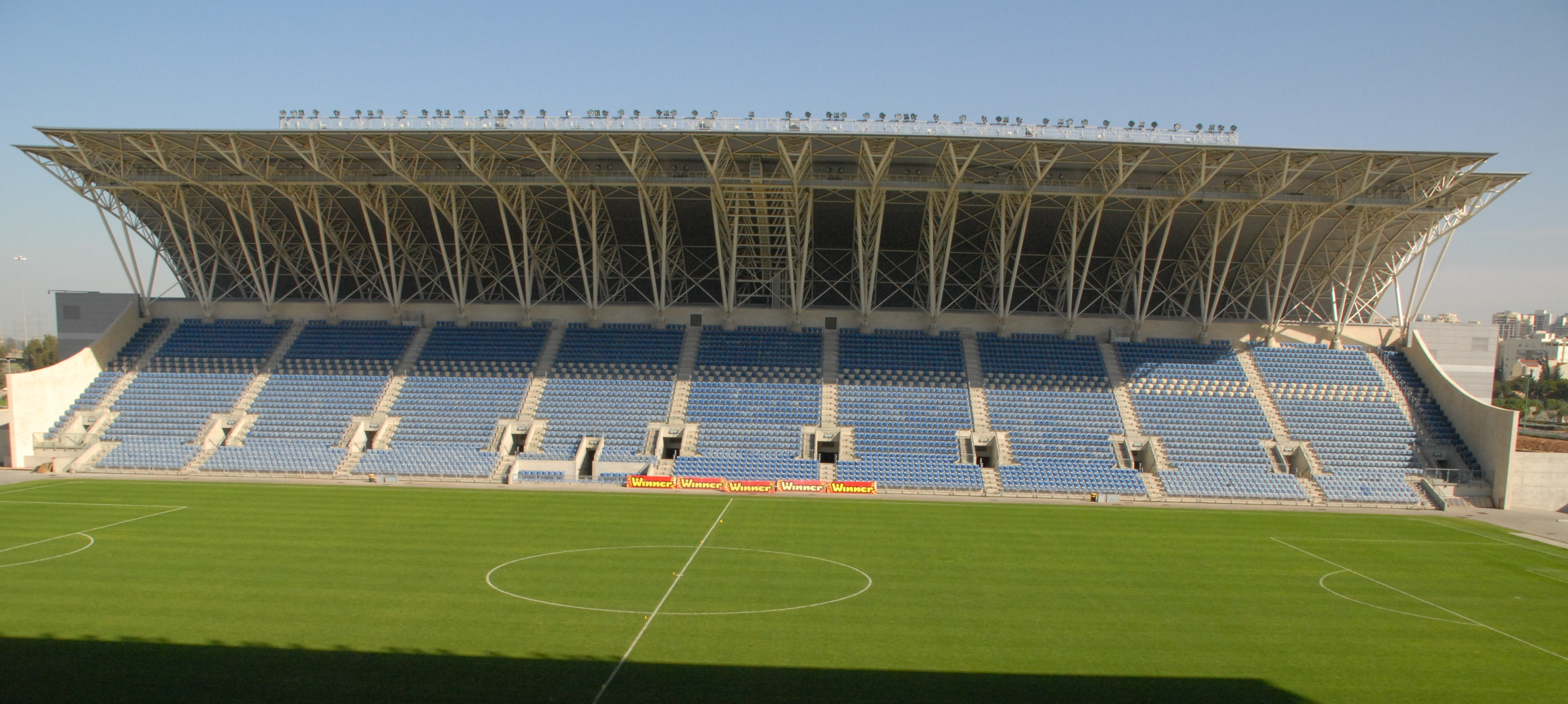
2012